# Doctrina Brejnev
Doctrina Brejnev a fost un model de politică externă sovietică, care a fost pentru prima oară expus de S. Kovalev în numărul din 26 septembrie 1968 al ziarului Pravda intitulat: „Suveranitatea și obligațiile internaționale ale țărilor socialiste”. Leonid Brejnev a reluat această teorie într-un discurs ținut la Congresul al V-lea al Partidul Muncitoresc Unit din Polonia din 13 noiembrie 1969 spunând: 
"Când forțele care sunt ostile socialismului încearcă să direcționeze dezvoltarea unei țări socialiste către capitalism, aceasta nu devine numai o problemă a țării în discuție, dar și o problemă și o preocupare a tuturor țărilor socialiste."
În practică, aceasta însemna că era permisă o anumită "suveranitate limitată" a partidelor comuniste, dar niciunei țări nu-i era permis să părăsească Pactul de la Varșovia, să deranjeze monopolul comunist al puterii în statele socialiste, sau să compromită în vreun fel puterea și unitatea blocului răsăritean. 
În mod implicit, acestă doctrină presupunea că URSS-ul are rolul de lider al lumii socialiste, și că ea își aroga dreptul de a defini "socialismul" și "capitalismul" conform intereselor proprii. Doctrina Brejnev a fost folosită pentru justificarea invadării Cehoslovaciei și înfrângerea Primăverii de la Praga din 1968, dar și în cazul invaziei sovietice din Afganistan, în 1979, o țară nemembră a Pactului de la Varșovia.  